# Rio Caracol (vattendrag i Brasilien, Tocantins, lat -10,07, long -47,09)
Rio Caracol är ett vattendrag i Brasilien.   Det ligger i delstaten Tocantins, i den centrala delen av landet, 600 km norr om huvudstaden Brasília.
Omgivningarna runt Rio Caracol är huvudsakligen savann. Trakten runt Rio Caracol är nära nog obefolkad, med mindre än två invånare per kvadratkilometer.